# Замула, Егор Денисович
Егор Денисович Замула (30 марта 2000, Челябинск) — российский хоккеист, защитник клуба НХЛ «Филадельфия Флайерз». Мастер спорта России.
Серебряный призёр молодёжного чемпионата мира 2020 года.
Не был выбран на драфте НХЛ.
Дебютировал в составе «Филадельфия Флайерз» 27 апреля 2021 года. В сезоне 2020/21 сыграл два матча. В сезонах 2020/21, 2021/22 и 2022/23 в основном выступал за фарм-клуб «Флайерз» «Лихай Вэлли Фантомс» из АХЛ. За эти три сезона сыграл в НХЛ всего 26 матчей.
В сезоне 2023/24 стал основным защитником «Флайерз», сыграл 66 матчей и набрал 21 очко (5+16) при показателе полезности +3. 21 января 2024 года набрал 3 очка (2+1) в игре против «Оттавы Сенаторз» (3:5), забросив первые две шайбы в матче.